# Пайзер, Феликс Эрнст
Феликс Эрнст Пайзер (нем. Felix Ernst Peiser; 27 июля 1862, Берлин — 24 апреля 1921, Кёнигсберг) — немецкий ассириолог и семитолог.
Изучал философию и языковедение в Берлинском университете, в 1890 г. габилитирован в Университете Бреслау. С 1894 г. преподавал в Кёнигсбергском университете, с 1905 г. профессор. Основал (1898) и на протяжении многих лет редактировал журнал Orientalische Literaturzeitung, публиковавший материалы по востоковедческим отраслям литературоведения и культурологии. С 1916 г. занимал пост председателя Прусского общества древностей (нем. Altertumsgesellschaft Prussia).
Основные исследования Пайзера связаны с текстологией Ветхого завета. Помимо этого, занимался (правда, безуспешно) расшифровкой хеттской письменности. Предложил остроумное объяснение появлению сказочного заклинания «Сим-сим, откройся»: согласно Пайзеру, с названием приправы (сим-сим = сезам) это слово совпало случайно и представляет собой в действительности каббалистическую формулу.